# 館陶事件
館陶事件（かんとうじけん、たてとうじけん）とは、日中戦争中の1942年（昭和17年）12月27日から28日に、中国の館陶県に駐留中の日本軍部隊で発生した上官暴行、抗命事件である。兵士6人が飲酒のうえ所属中隊の幹部らを暴行し、銃を乱射するなどした。軍法会議で兵士2名が死刑となり、上司の中隊長は責任をとって自殺した。日本軍では類例のない不祥事として問題となった。

## 事件経過
1942年（昭和17年）、日本陸軍の第59師団歩兵第53旅団の独立歩兵第42大隊は、臨清市を中心に東臨道北部に駐屯し、うち第5中隊を館陶県に配置していた。12月下旬当時、大隊主力は「と号作戦」と称する第12軍各部隊による掃討作戦に参加中で、大隊長の五十嵐直彦大佐も出陣して不在だった。
第5中隊に対して、隊員のうち10人を大隊本部へ転属させるよう命令が出された。第5中隊長は、まずはK兵長ら6人に対し転属を命じた。K兵長らは、大隊本部への転属命令を、危険の大きな太平洋方面への転属の前段階と予想して不満に感じた。ある兵士の目撃証言によると、12月26日夜にK兵長らは中隊長室の前で、転属対象から外してほしいと泣いて懇願していたという。
12月27日、第5中隊長ら幹部は、K兵長ら転属予定者6人を送るために壮行会を開いた。しかし、K兵長らは、酒の用意が少なかったことを不満として壮行会を退席してしまった。うちM上等兵ら4人は兵舎で飲酒後、規則を無視して町の食堂へと夜間外出しようとし、制止しようとした週番下士官や説得を試みたA准尉らを殴打。中隊長も胸倉を掴まれるなどした。K兵長ら2人も別に外出した。ほとんどは深夜になって帰営したが、M上等兵は食堂に無断外泊した。
翌28日、K兵長ら3人が再度無断外出し、M上等兵と合流して町の食堂で酒盛りを始めた。大隊本部への出発予定時刻になっても帰営せず、中隊長の帰還命令も無視した。昼ごろになって、転属予定者のうちH上等兵は泥酔状態で中隊の本部へ乱入、A准尉を殴打した。竹刀で制圧しようとする下士官もあったが、なおも説得にこだわる中隊長が許さなかった。調子に乗ったH上等兵は銃剣を抜いて暴れだし、M上等兵も加勢して、中隊長ら幹部を追いかけ始めた。M上等兵は衛兵所にも侵入して窓ガラスを割るなど設備を破壊、備えつけの小銃を手にして発砲、手榴弾も投げた。その後、M上等兵とH上等兵、K一等兵は、小銃を乱射しながら駐屯地内外を徘徊したが、中隊長以下の幹部や衛兵司令らは実力行使を行わずに逃げ隠れしてしまった。その他の兵たちも危難を恐れて駐屯地外へ全員が逃げ出した。M上等兵らは町の食堂へ繰り出して夕方まで飲酒を続けた後、ようやく帰営。同僚兵士と記念撮影のあと、17時30分頃に転属先の大隊本部へ出発した。
駐屯地を脱出した中隊長らは、近在の警察署の電話を借りて大隊本部へと事態を通報、K兵長ら転属者が出発した後の23時頃に駐屯地へと戻った。大隊本部は、到着したK兵長ら転属者を営倉入りさせるとともに、警備要員を館陶へ増派した。
急ぎ帰還した大隊長や憲兵による捜査が始まり、翌1943年（昭和18年）1月6日には第12軍司令部から軍参謀や岡田痴一法務部長らも現地へ派遣された。1月7日、館陶駐屯部隊は第5中隊から大隊予備隊に交代となり、翌8日、第5中隊長は責任をとって自殺した。第12軍軍法会議で裁判が開かれ、用兵器党与上官暴行や抗命罪などでM上等兵とH上等兵は死刑、K一等兵は無期懲役、K兵長ら残りの転属予定者3人が有期懲役・禁錮となったほか、衛兵や幹部の一部も守地や勤務場所を放棄したとして辱職罪の有罪判決（禁錮刑）を受けた。大熊貞雄歩兵第53旅団長と五十嵐直彦独歩第42大隊長は30日の謹慎処分を受けたうえ、土橋一次第12軍司令官および柳川悌第59師団長とともに予備役編入となった。事件当時に館陶駐屯だった兵士全員も、適切な対応を怠ったとして重営倉1週間の懲罰処分相当とされたが、実際には軍人勅諭と戦陣訓の筆写をもって代わりの処分とされた。その後、第5中隊は改組された。

## 背景
1942年当時、日中戦争は膠着状態で、日本軍は進攻作戦ではなく占領地への駐屯に移行していた。駐屯体制へ移行してから、日本軍では軍紀が弛緩する傾向が見られていた。召集期間の長期化に伴って兵から下士官に進むものが増えた影響で、幹部であるはずの下士官による軍紀違反行為も増加していた。戦陣訓の発出などの綱紀粛正が図られたために犯罪や非違行為の件数は減少したものの、上官に対する暴行など悪質事案は消えなかった。1942年10月15日には、第11軍の第3師団輜重兵第3連隊において、下士官兵7人が飲酒のうえ上官を集団で殴打する廣水鎮事件も起きていた。状況を憂慮した北支那方面軍では、12月26日の兵団長会合で軍紀対策の特別講演を実施し、隊内環境悪化を招くような私的制裁や悪質飲酒の禁止などを指示したが、皮肉にもその翌日に館陶事件が起きてしまった。
館陶事件後の調査では、直接の原因である飲酒のほかに以下の事情が指摘された。
- 警備駐屯のために部隊の高度分散状態が続き、指揮掌握が及びにくく訓練も不足したこと。
- 中隊長以下の下級幹部を中心に幹部の素質が低下していること。厳粛な内務班教育の経験の無い幹部が多く、部下を断固として掌握できなかった。
- 伝統や歴史の無い戦時急造部隊であったこと。
- 上級幹部が問題点を把握できていなかったこと。第5中隊では過去にも上官暴行が起きていたのに見逃され、かえって団結良好と表彰されていた。
- 転属者選定に際し、隊内で厄介者だった素行不良者を選んでいたこと。

同僚兵士の回想によると、事件の中心となったM上等兵とH上等兵は、召集期間が長くなるにつれ上官に対して反抗的な態度が見られるようになっており、また召集前はヤクザだったらしいという。特にM上等兵は酒乱の傾向があり、以前にも酔って小銃を無断で持ち出したことがあった。
なお、館陶事件はそれほど稀な例ではなく、従前の類似事件は現場限りでもみ消されて表面化しなかっただけという見方もある。たまたま事件を通報する電報が上級司令部にも察知されたため、見せしめ的に大きく取り上げられたのだとも言われる。

## 影響
現地の北支那方面軍は前述のように関係者を処分したほか、軍紀の回復を図る各種対策を講じた。事件調査の結果は2月10日に隷下部隊へ防犯資料『犯罪通報記録』として配布された。方面軍司令官自らも訓示を発出したり、士気高揚のための訓練査閲を実施した。第12軍や第59師団でも、それぞれ隷下部隊への防犯教育を実施し、取締りに当たる防犯委員の強化などをした。転属者選定時に優秀者を選ぶよう指導も行われた。
館陶事件は類例のない不祥事として陸軍省など上層部にまで重大視された。事件の情報は、廣水鎮事件と並んで全軍に通達された。1943年4月には、東條英機陸軍大臣が、軍の秩序確立のみを内容とする異例の訓示まで行った。

## 関連文献
- 桑島節郎『軍隊内反乱 ―小説館陶事件』勁草出版サービスセンター、1990年。ISBN 4326931698。
- 伊藤桂一「館陶事件始末」『秘めたる戦記 ―悲しき兵隊戦記』光人社〈光人社NF文庫〉、1994年。ISBN 4769820607。
- 岸本清夫 著「史上最大の軍隊内反乱 ―『館陶事件』に遭う―」、文教広場 編『戦争の記憶』市井社、2004年。ISBN 4882080672。